# Ultrasoonsensor

Ultrasonic unspection principle of a material Auteur/Author Romary juli/July 2006

Ultrasoonsensoren zijn sensoren die werken met behulp van geluidsgolven op frequenties hoger dan waarneembaar voor het menselijk oor. Dit gaat om golven met een frequentie hoger dan 18 kHz tot 200 kHz. In dergelijke sensoren verzendt een transmitter een ultrasone golf. Door reflectie op een voorwerp of materie ontstaat een echo van deze geluidsgolf. Door het tijdsinterval tussen het verzenden en het ontvangen van de geluidsgolf te meten kan men afstanden bepalen. Afhankelijk van de fysieke afstand tussen transmitter en receiver moet men nog een meetkundige bewerking uitvoeren, zoals triangulatie, om de correcte afstand te bekomen. Ook dient men rekening te houden met het medium waarin de ultrasone golf wordt verzonden, zoals lucht of water. De ultrasone golf verplaatst zich door elke medium met een verschillende snelheid. Bij lucht bedraagt deze 340 m/s bij kamertemperatuur. Deze snelheid is ook afhankelijk van de temperatuur.
Naargelang de nauwkeurigheid van de gebruikte transmitter en receiver kan men een ultrasoonsensor gebruiken in vochtige, stoffige ruimtes. Ook kan bij sommige toestellen een glazen of doorzichtige oppervlakte gedetecteerd worden. Wel neemt de nauwkeurigheid in dergelijke situaties af. Sponsachtige texturen, kleding en rubbers kunnen ernstige problemen geven voor een ultrasoon sensor, door het hoge absorptievermogen van dit materiaal.

## Methodes
Drie methodes voor afstandsmetingen met ultrasone sensoren worden onderscheiden:
1. Broadband-methode: er worden meerdere frequenties uitgezonden (binnen een bepaalde bandbreedte) en afhankelijk van de afgelegde tijd van de uitgezonden golven kan men de afstand bepalen.
2. Narrowband-methode: hierbij zendt men een toon uit op 1 welbepaalde frequentie, zodat men aan de hand van faseverschuivingen de afgelegde tijd kan bepalen. Deze methode kan niet rechtstreeks gebruikt worden om afstandsmetingen te doen omdat het aantal volledig doorlopen cycli van de golf onbepaald is. Door deze methode te combineren met de broadband methode kan men wel aan afstandsmeting doen.
3. Correlatiemethode: er wordt een bepaalde pulsgrootte of pulstrein uitgezonden, die de ontvanger kent, zodat aan de hand van de opgetreden vervorming de afstand bepaald kan worden.

## Transmitter
Als transmitter wordt vaak het piëzo-elektrisch effect gebruikt om golven van een bepaalde frequentie op te wekken. Hierbij wordt energie omgezet naar een mechanische trilling. Een oscillator zorgt dan voor de gewenste frequenties.

## Receiver
Bij het ontvangen van de golven wordt weer gebruikgemaakt van het piëzo-elektrisch effect om de ontvangen energie in de vorm van golven om te zetten naar een spanning, die dan bijvoorbeeld aan de hand van een comparator vergeleken kan worden.

## Toepassingen
Ultrasoonsensoren worden gebruikt in allerhande toepassingen, zoals het opmeten van windsnelheden (anemometer), robotpositionering, personendetectie, kwaliteitscontroles, afstandsmetingen, vulstandmetingen, controle van ladingsdragers en medische doeleinden.

## Voordelen
- Ultrasone sensoren zijn onafhankelijk van de kleur en optische reflectie van een object
- Geen (kunstmatige) belichting nodig: ze werken ook in het donker
- Detectie van (onzichtbare) scheuren en barsten
- Eenvoudige en goedkope omvormers (transducenten)
- De snelheid waarmee de golf terugkomt is lineair met de afstand

## Nadelen
- Kan niet gebruikt worden in ruimtes met een hoge dichtheid aan voorwerpen,  omdat de reflectie in dergelijke ruimtes niet meer correct is
- Kan niet gebruikt worden op voorwerpen met een te hoog absorptievermogen, zoals sponzen, rubber en kleding
- Zonder temperatuurcompensatiesensor kan een ultrasoonsensor niet gebruikt worden bij zeer lage en hoge temperaturen, omdat de snelheid van de uitgezonden golf afhankelijk is van het gebruikte medium.
- Ultrasone sensoren zijn ook beïnvloedbaar door luchtvochtigheid, luchtdruk en bepaalde deeltjes in de atmosfeer
- Ze hebben een minimale meetafstand